# Caio Porfírio Carneiro
Caio Porfírio de Castro Carneiro (Fortaleza, 1º de julho de 1928 - São Paulo, 17 de julho de 2017) foi um escritor brasileiro com destaque no gênero contos. Vencedor do Prêmio Jabuti em sua 17a Edição. 
Sua estréia no gênero deu-se em 1961, com Trapiá, livro indicado para o vestibular 2009.1 da Universidade Federal do Ceará (UFC), instituição da qual foi professor. 

## Vida
Nasceu no dia 1º de julho de 1928 na cidade de Fortaleza, no Ceará. 
Escrevia, desde muito jovem, poesias de pé quebrado e crônicas. Após terminar o colegial, conseguiu um emprego como revisor de jornal, no qual teve chance de ser promovido para a redação. Em 1955, mudou-se para São Paulo.
Em 1963, assumiu a posição de secretário administrativo da União Brasileira de Escritores de São Paulo. Ganhou vários prêmios literários, como o Prêmio Jabuti, da Câmara Brasileira do Livro. Seus contos estão incluídos em dezenas de antologias do gênero e foram traduzidos para o espanhol, italiano, alemão e inglês.

## Morte
Morreu na manhã da segunda-feira, dia 17 de julho de 2017, com 89 anos.

## Principais Obras
Publicou os livros de contos:
- Trapiá (1961);
- O Menino e o Agreste (1969);
- O Casarão (1975);
- Chuva – Os dez cavaleiros (1977);
- O Contra-Espelho (1981);
- 10 Contos Escolhidos (1983);
- Viagem sem Volta (1985);
- Os Dedos e os Dados (1989);
- Maiores e Menores (2003).

Também escreveu os romances: 
- O Sal da Terra (1965);

Livro este que foi traduzido para o italiano, árabe e francês e adaptado para o cinema.
- Uma Luz no Sertão (1973).

Bem como as novelas: 
- Bala de Rifle (1963);
- A Oportunidade (1986);
- Três Caminhos (1988);
- Dias sem Sol (1988).

Dedicou-se, ainda, à literatura juvenil, poesia e memórias.

## Prêmios
- Prêmio "Afonso Arinos", da Academia Brasileira de Letras, com o livro de contos "Os Meninos e o Agreste".
- Prêmio Jabuti, da Câmara Brasileira do Livro, com o livro de contos "O Casarão".